# Cloverfield
A Cloverfield amerikai sci-fi film, melynek producere J. J. Abrams, rendezője Matt Reeves, a forgatókönyvét pedig Drew Goddard írta.
A film első előzetesét a Transformers vetítései előtt mutatták be, míg maga a produkció 2008. január 18. került az amerikai mozikba. A Paramount Pictures vírusmarketing eszközökkel is népszerűsítette a filmet.

## Történet
|  | Alább a cselekmény részletei következnek! |

A helyszín New York, Manhattan. Rob Hawkins kinevezést és új munkát kapott Japánban. Az elutazása előtti napot egy kedves lányismerősével, Beth-szel tölti és a kinevezést megünneplendő a barátai partit rendeznek a tiszteletére. Ezt is és a lánnyal töltött időt is camcorderrel rögzíti. Az este viszonylagos nyugalmát azonban váratlan, drámai esemény zavarja meg; hirtelen egy óriási szörnyszerű lény szabadul a nagyvárosba, aki hatalmas pusztítást és rombolást hajt végre végiggarázdálkodva a városon. Rob Hawkins a közeli barátaival együtt menekülne, ám felhívja Beth, aki csapdába esett a rombolás során, ezért úgy dönt megkeresi, hogy kimenekíthesse, mert titokban szerelmes belé. Barátai némi hezitálás után vele tartanak. Útjukat a szörny pusztítása, a belőle származó óriáskullancsok és a hadsereg válaszcsapásai nehezítik. Mindeközben a kamera folyamatosan forog, így a film minden történését a kézi kamera perspektívájából látjuk.
|  | Itt a vége a cselekmény részletezésének! |

## Szereplők
| Színész             | Szerep               | Magyar hang        |
| ------------------- | -------------------- | ------------------ |
| Lizzy Caplan        | Marlena Diamond      |                    |
| Jessica Lucas       | Lily Ford            | Bogdányi Titanilla |
| T. J. Miller        | Hudson "Hud" Platt   | Hamvas Dániel      |
| Michael Stahl-David | Robert "Rob" Hawkins | Szabó Máté         |
| Mike Vogel          | Jason "Hawk" Hawkins | Molnár Levente     |
| Odette Annable      | Beth McIntyre        | Vadász Bea         |

## Fogadtatás
A film 3411 moziban indult 2008. január 18-án és az első napon 17 millió dollár bevételt hozott az Amerikai Egyesült Államokban és Kanadában. A nyitó hétvégéjén összesen 40 058 229 dollár bevételre tett szert, így a Cloverfield lett a mindenkori legsikeresebb film januárban ilyen szempontból. 2008-ban elsőként lépte át világszerte a 100 millió dolláros határt, s összbevétele végül meghaladta a 170 milliót is. A kritikusok többsége dicsérően nyilatkozott a filmről. Vélemények azonban arról is szóltak, hogy a film története kevéssé van kidolgozva, az átlagos, kissé halovány főszereplőkkel nehéz azonosulni és ezt a kézi kamerás nézőpont, mint filmes fogás sem tudja feledtetni. Az is kissé hiteltelenné tette a filmet, hogy egy ilyenfajta krízishelyzetben tényleg a kamerázás e a legfontosabb dolga a menekülőknek.